# Uzroci Prvog svjetskog rata
Neposredni povod za Prvi svjetski rat bio je Sarajevski atentat. Međutim, uzroci su bili mnogo dublji.
Krajem 19. i početkom 20. stoljeća postojala su dva velika vojno-politička saveza: Centralne sile i Antanta. Centralne sile -  Austro-Ugarska i, prije svega Njemačka, su težile novoj podjeli svijeta (prije svega kolonija) zbog čega su došle u sukob sa starim kolonijalnim silama, posebno s Engleskom i Francuskom. Vremenom, odnosi između blokova su se zaoštrili što je dovelo do tzv. politike hladnog rata, a to je značilo stalnu trku u naoružavanju, česte krize i sporove među suprotstavljenim blokovima, izbijanje brojnih lokalnih ratova, špijunske afere, itd.
Opće je prihvaćeno da je atentat na austrougarskog prijestolonasljednika Franju Ferdinanda u Sarajevu bio samo neposredan povod za Prvi svjetski rat, dok su stvarni uzroci mnogo dublji, od kojih su centralni porivi i interesi različitih nacionalističkih elemenata.

## Sustav saveza
Glavni mehanizam početka rata koji je odveo sve tadašnje svjetske sile u Prvi svjetski rat jednu za drugom, bio je sustav saveza.
Ono što je trebalo biti striktno ograničen i kratak rat, između optuženog i optužujućeg - Srbije i Austro-Ugarske, preraslo je vrlo brzo u nešto što je bilo iznad najgorih očekivanja i najratobornijih ministara u Berlinu usprkos njemačkim jamstvima o brzom kraju rata.

### Bismarkova porteba za saveznicima
Bismarkovo stvaranje ujedinjene Njemačke bilo je izravno povezano s izbijanjem rata 43 godine kasnije, koje je rezultiralo stvaranjem ključnih saveza koji će kasnije stići na svjetsku scenu.
Ispunivši svoju životnu želju, Bismarkovi ekspanzionistički planovi bili su privedeni kraju. Osigurao je što je tražio, i njegova glavna želja bilo je očuvanje stabilnosti tek stvorenog Carstva. Započeo je tako stvarati Saveze Europe, tako zaštivši Njemačku od potencijalnih neprijatelja.
Bio je posebno svjestan da Francuska neće samo tako mirno gledati na svoje nekadašnje pokrajine koje je izgubila u Prusko-francuskom ratu. Zapravo francuski ratni plan XVII je bio većinom temeljen na ponovnom vraćanju pokrajina Alzas i Lorraine pod francusku vlast, u što kraćem vremenu, ali sa zastrašujućim posljedicama.
Bismark se u početku nije bojao saveza između Francuske i Velike Britanije, dijelom zbog toga što je u to vrijeme Britanija vodila politiku tzv. "sjajne izolacije", samoproglašene politike nemiješanja u zbivanja na kontinentu.

### Trojni i Dvojni savez
Započeo je pregovarati, i 1873. godine stvorio Trojni savez, koji je obavezao Njemačku, Austro-Ugarsku i Rusiju da pomažu jedna drugoj za vrijeme rata. To se stanje održalo do 1878. godine, kada je Rusija istupila iz saveza, ostavivši Bismarka u novom Dvojnom savezu s Austro-Ugarskom 1879.
Ovaj kasniji sporazum obvezao je te zemlje da si pomažu u slučaju ruskog napada na jednu od njih, ili ako Rusija bude pomagala jednoj drugoj državi u ratu protiv Austro-Ugarske, ili Njemačke. Ako jedna druga država bude napadnuta od neke velike sile, npr. Francuske, obje države, i Njemačka i Austro-Ugarska Moraju ostati neutralne.
Ovaj savez, za razliku od ostalih, trajao je do izbijanja rata 1914. godine. No, Austrija je pozvala Njemačku u pomoć da prisili Rusiju na prestanak slanja pomoći Srbiji (koja je bila u savezu s Rusijom), na što je Njemačka odmah pristala.

### Trojni savez
Dvije godine nakon što su Njemačka i Austro-Ugarska potpisale sporazum o Dvojnom savezu, Kraljevina Italija je ušla u Trojni savez (1881.). Pod uvjetima tog sporazuma, Njemačka i Austro-Ugarska obećale su pomoći Italiji u slučaju da bude napadnuta od strane Francuske, a Italija je bila obavezna pomoći u slučaju da Francuska objavi rat Austro-Ugarskoj i/ili Njemačkoj.
Nadalje, da se jedna potpisnica našla u ratu s dvije sile (ili više), ostale dvije potpisnice pružile bi vojnu pomoć. Na kraju, da je ijedna od tri potpisnice odlučila započeti "preventivni" rat, ostale dvije potpisnice ostale bi neutralne.
Jedan od glavnih ciljeva Trojnog saveza bio je da spreče Italiju da objavi rat protiv Austro-Ugarske, s kojom je imala nesuglasice oko teritorijalnih pitanja.

### Tajni francusko-talijanski dogovor
U razdoblju kada su veze među članicama Trojnog saveza započele slabiti, Italija je započela tajno pregovarati s Francuskom, pod kojim bi Italija ostala neutralna u slučaju da Njemačka napadne Francusku, što se i dogodilo.
1914. godine, Italija je proglasila da je njemački napad na Francusku "agresorski" i tako se pozvala na klauzulu da se Italija proglasi neutralnom. Godinu poslije Italija ulazi u rat, ali kao saveznik Velike Britanije, Francuske i Rusije.

### Sporazum reosiguranja
Od potencijalno velike važnosti, iako je propao nakon tri godine, Bismark 1887. godine, pristaje na takozvani Sporazum reosiguranja s Rusijom.
Taj dokument osiguravao je objema silama da ostanu neutralne ako ijedna od njih bude uvedena u rat s trećom silom (ili ofanzivno ili defanzivno).
No, da je ta treća sila bila Francuska, Rusija ne bi bila obvezna pružiti pomoć Njemačkoj (kao i što Njemačka ne bi mogla pružiti pomoć Rusiji u ratu s Austro-Ugarskom). Bismark je tim sporazumom htio izbjeći mogućnost rata na dvije fronte protiv Francuske i Rusije.
Bila je to zamršena mreža saveza; ruski car Nikolaj II ukida Sporazum 1890. (iste godine kada novi njemački car Willhelm II otpušta veterana-kancelara Bismarka).

### Francusko-ruski sporazumi
Godinu dana nakon što je Sporazum reosiguranja propao, Rusija ulazi u savez s Francuskom. Obje sile pristale su da se savjetuju jedna s drugom ako se jedna od njih nađe u ratu s nekom drugom državom, ali i u slučaju da stabilnost Europe bude ugrožena.
Ovaj sporazum dodatno je učvršćen 1892. godine stvaranjem Francusko-ruskog vojnog kongresa, koji se specijalizirao za protunapade na potencijalno opasne zemlje Trojnog saveza - Njemačku, Austro-Ugarsku i Italiju.
Ukratko, da je Francuska ili Rusija napadnuta od strane potpisnica Trojnog saveza, ili da sila Trojnog saveza započne mobilizaciju protiv Francuske ili Rusije (započinjanje sveopće mobilizacije vojske, pripremanja ratnog stanja i objave rata), druga sila bi pružila vojnu pomoć.

### Britanski izlazak iz "Sjajne izolacije"
Nasljednik cara Willhelma, častohlepni car Willhelm II započeo je Njemačko Carstvo voditi prema mjestu najjače svjetske sile. S otpustom Bismarka novi car započeo je od Njemačke stvarati kolonijalnu silu što je značilo uspostavu njemačke moći na Pacifiku i, što je mnogo važnije, u Africi.
Willhelm, ohrabren od strane ministra mornarice Tiripica, započeo je stvarati masivnu flotu koja bi bila jednaka, ako ne i nadmoćnija britanskoj.
Velika Britanija, koja je u to vrijeme bila najveća svjetska sila, nije samo mirno gledala na njemačke častohlepne planove. U prvim godinama 20. stoljeća, 1902. godine, potpisuje Vojni sporazum s Japanom, tako ograničavajući širenje njemačkih kolonija na Istoku.
Također je započela prepravljati svoje starije brodove i graditi nove, želeći tako nadjačati njemačku flotu. U tome je i uspjela sagradivši u samo 14 mjeseci, što je bio rekord, ogromni bojni brod HMS Dreadnought, koji je završen u prosincu 1906. godine. U vrijeme kad joj je Njemačka objavila rat, 1914. godine, Njemačka je imala 29 operativnih bojnih brodova, a Velika Britanija 49.
Osim njenog uspjeha u pomorskoj utrci, njemačko častohleplje uspjelo je "uvesti" Britaniju u Europski sustav sveza, što je također, ubrzalo početak rata.

### Ugovori: Francuska, Velika Britanija, Rusija
Dvije godine poslije Britanija je potpisala Srdačnu Antantu s Francuskom. Taj je ugovor konačno riješio brojne preostale kolonijalne prepirke. Puno važnije, iako se nisu obavezali na vojnu pomoć u slučaju rata, ponudilo je puno bliže diplomatske odnose.
Tri godine poslije, 1907. godine, Rusija osniva ono što će postati poznato kao Trojna Antanta (što se održalo do 1. svjetskog rata, potpisujući ugovor s Britanijom: Anglo-Rusku Antantu).
Zajedno, ta dva ugovora stvorili su trostrani savez koji je opstao, ali i učinkovito povezao jednu za drugu do rata točno sedam godina kasnije.
No iako ta dva ugovora nisu bili i vojni, oni su postavili tzv. moralnu obavezu za svaku potpisnicu da pomogne drugim dvjema u slučaju rata.
Sada je jasno da je upravo ta moralna obveza uvukla Britaniju u rat, za obranu Francuske, iako su pravi razlozi bili u uvjetima zaboravljenog Londonskog sporazuma, koji je obavezivao Britaniju da zaštiti neutralnost Belgije, a koji je Njemačka odbacila kao "bezvrijedni komad papira"  1914. godine kad su zamolili Britaniju da zanemari taj ugovor.
1912. godine Velika Britanija i Francuska potpisali su svoj vojni sporazum, tzv. Anglo-francusku konvenciju, koji je obavezao Britaniju da obrani obale Francuske od njemačkog pomorskog napada, i francusku odbranu Sueskog kanala.

### Manji ratovi
To su bili savezi između najvećih kontinentalnih sila. No postojali su i drugi, manji savezi: ruska obaveza da zaštiti Srbiju, britanska obaveza da zaštiti belgijsku neutralnost, a svaki je imao svoju ulogu da uvuče svaku državu u nadolazeći Veliki rat.
No upravo u to vrijeme započinju brojni manji sukobi koji su potpomogli izbijanju rata, ali i dali mnogim državama razloge da uđu u svjetski rat.

### Rusko-japanski rat
Otkada je Rusija odbila japansku ponudu da podjele interesna područja u Mandžuriji i Koreji, rat je bio sve neizbježniji.
Japanci su započeli rat uspješnim napadom na rusku ratnu mornaricu u Koreji, u Inčunu, i u Port Arthuru. Uslijedio je kopneni napad na oba područja: Koreju i Mandžuriju 1904. godine.
No najveći japanski uspjeh koji je i zaključio rat bilo je uništenje cjelokupne ruske flote u Bitki kod Cušime za cijenu od dva izgubljena torpedna čamca.
Američki predsjednik Teodor Roosevelt posredovao je u potpisivanju mira između japanskog i ruskog carstva, koji je rezultirao u materijalnim dobicima Japana, ali i porukom Berlinu o padu mita o ruskoj "nepobjedivosti".
Udio u ruskom porazu imala je i očekivana Ruska revolucija 1905. godine, zbog koje je car Nikolaj II pokušao obnoviti rusku prestiž i moć (ali i same dinastije Romanov) vojnom pobjedom.

### Talijansko-turski rat
Sukobi na Mediteranu nisu bili ništa novo. 1911. godine nastavili su se ratom između Italije i Osmanskog carstva, oko afričkih zemalja. Osmansko carstvo izgubilo je rat i bilo prisiljeno prepustiti kontrolu nad Libijom, Rodom i Dodekanskim otocima.

### Balkanski ratovi
Turski problemi nisu bili još gotovi. Potpisavši mir s Italijom našli su se u ratu s četiri male države unutar balkanskog poluotoka: Grčkom, Srbijom, Bugarskom i kasnije, Crnom Gorom.
Intervencija velikih europskih sila dovela je kraju Prvi Balkanski rat (1912. – 1913.) Osmansko Carstvo doživjelo je novi poraz izgubivši Kretu i skoro sve europske posjede.
Kasnije, 1913. godine, novi sukob je erumpirao na Balkanu. Bugarska, nezadovoljna prijašnjim postignućima borila se za kontrolu nad velikim dijelom Makedonije, te kada su tzv. "Mladoturci", osmanski oficiri, proglasili prijašnji mir nevažećim.
Između svibnja i lipnja 1913. godine bivši bugarski saveznici napali su novog osvajača, Bugarsku. Rumunjska zauzima bugarski glavni grad Sofiju u kolovozu. Pobjeđena Bugarska kapitulirala je 10. kolovoza 1913., te vratila grad Jedrene Osmanskom carstvu.
Usprkos ponovnom postizanju mira na Balkanu ništa nije postignuto i tenzije su ostale visoke. Mnoge male države koje su nakon godina Osmanske vlasti postale nezavisne sukobljavale su se u nacionalističkim sukobima.
Kada su balkanske države konačno uspjele postići potpunu stabilnost i nezavisnost, te samoopredjeljenje, nikada se nisu ujedinile kao pan-Slavenski narodi, s Rusijom kao predvodnicom.
Rusija je ušla u rat da obrani Srbiju upravo da ostvari svoje pan-Slavističke pretenzije, i da stekne prestiž i moć.

## Nesigurna carstva
Austro-Ugarsko carstvo je bilo izravno upleteno u događanja na Balkanu, te se pod starim carem Franjom Josipom, očito borila da zadrži jedinstvo brojnih različitih naroda pod svojom vlašću.
Tako je atentat na prijestolonasljednika Franju Ferdinanda od strane srpske tajne službe-Crne Ruke, dala Austro-Ugarskoj zlatnu priliku da nametne svoj autoritet cijeloj regiji.
Rusija, slavenski saveznik-ujedno i saveznik Srbiji, suočavala se s mogućnošću totalne revolucije još od vojne katastrofe u ratu s Japanom. Iako se car Nikola II suprotstavio, njegova vlada vidjela je rat s Austro-Ugarskom kao izvrsnu priliku da se ponovno uspostavi stabilni socijalni poredak-što je i uspjelo, dok nisu počeli stalni ruski porazi, Rasputinove dvorske intrige i nestašica hrane doveli su konačno do totalne revolucije (koja se rasplamsala nakon što se Rusko carstvo povuklo iz rata 1917. godine)
Nakon poraza u ratu s Pruskom Francuska je bila žedna osvete.
Francuska je tako razvila strategiju za dugoročni rat protiv Njemačke-Plan XVII, kojemu je cilj bio poraz Njemačke i vraćanje Alzasa i Lorraine. Plan je bio pun fatalnih pogrešaka, zahvaljujući pogrešnom mišljenju da su francuski vojnici puni "elana", tj. da je to nepobjediva i nezadrživa vojska koja će pomesti neprijatelja.

### Njemački put k ratu
Njemačka je bila nesigurna i socijalno i vojno. 1912. godine izbori za Reichstag rezultirali su u izboru ni manje ni više nego čak 110 socijalističkih zastupnika, tako da je kancelar Betmann-Hollweg imao zadaću odlučiti se između Reichstaga ili autokratskog cara Willhelma.
Betmann Hollweg vjerovao je da je jedini način da se izbjegnu socijalni nemiri rat - kratak i brz rat kojim bi Njemačka rešila sve socijalne i političke probleme.
To vjerovanje još je više pojačalo njegovu odluku 6. srpnja 1914., kada je ponudio Austro-Ugarskoj, tzv. "beli papir", apsolutna i neograničena vojna pomoć bez obzira kakva će Austro-Ugarska odluka biti.
Njemačka vojna nestabilnost dosegla je vrhunac kad je car naumio da od Njemačkog carstva stvori veliku imperijalnu silu. Kad je shvatio da su sve važne zemlje već podijelile tadašnje kolonije, i da će Nejmačka zauvijek "ostati u sjeni", Willhelm se odlučio za rat. No nije pokušao predviditi posljedice takve odluke, slabost u istovremenom stvaranju i mornarice i kopnenih snaga jednakih, ako ne i boljih od snaga Velike Britanije i Francuske.
Tako su su se njegova vlada i generali počeli pripremati za nadolazeći rat. Plan je bio da se zauzmu i Rusija i Francuska, rat na dvije fronte, koji je bio dugo očekivan. Taj plan nazvan je Schlieffenov plan, po Alfredu von Schlieffenu, bivšem njemačkom vrhovnom zapovjedniku. Plan koji je skoro ostvaren, podrazumijevao je osvajanje Francuske, tako da se zaobiđe i okruži Pariz, izbacivši tako Francusku iz rata, završivši rat na Zapadnom Frontu u pet tjedana, prije nego Rusija uspe učinkovito mobilizirati vojsku za rat na Istočnom Frontu (koji je prema kalkulacijama trebao trajati šest tjedana).
Plan bi možda i uspio da tadašnji njemački vrhovni zapovjednik Helmuth Moltke nije poduzeo izmjene u planu, tako usporivši njemačko napredovanje prema Parizu, što je rezultiralo fatalnim posljedicama-početkom statičnog rovovskog ratovanja.
No njemački plan nije podrazumijevao ulazak Velike Britanije u rat. Njemačka vlada nije imala razloga da vjeruje da bi Britanija ignorirala svoje vlastite trgovinske interese (koji bi bili najbolje očuvani tako da se drži podalje od rata), a potpuno su zanemarili i stari sporazum o obrani belgijske neutralnosti.
Također je savjetovano da će se Njemačka povući iz rata ako Britanija objavi svoje namjere. Vjerujući da Velika Britanija neće ulaziti u nadolazeći rat, i ograničiti se na diplomatske proteste. Nakon svega Britanija nije bila ničim vojno obavezana prema Francuskoj. Njemačka i Austro-Ugarska, nastavile su misliti da će rat voditi samo s Rusijom i Francuskom.

### Britanska neodlučnost
Britanska vlada i njen ministar unutrašnjih poslova, Sir Edward Gray odlučili su savjetovati se tijekom srpnja, i odlučili da će rat početi samo ako Belgija bude ugrožena.
Neki smatraju da rat ne bi ni počeo da se Britanija jasno izjasnila na čijoj je strani još tijekom početka srpnja. Njemačka bi učinkovito uputila Austro-Ugarsku da riješi problem sa Srbijom, te bi nakon toga kasnije imala Austro-Ugarsku na raspolaganju.
Da li bi i nakon toga Njemačka započela rat ostaje nepoznato, ali zasigurno bi tijek i duljina rata bila drukčija.

### Obiteljski posao
Prvi svjetski rat je nazvan, ali s pravim razlogom "obiteljski posao". To je zbog toga što su mnoge europske monarhije (neke pale tijekom rata - uključujući Rusiju, Njemačku i Austro-Ugarsku), bile međusobno povezane.
Prethodnik britanskog kralja Đure V, Edward VII, bio je ujak Austro-Ugarskog cara, preko sestre njegove žene, kojoj je ruski car bio ujak. Njegova nećakinja Aleksandra bila je žena ruskog cara. Edwardova kćer Maude bila je norveška kraljica, i njegova nećakinja Ena kraljica Španjolske; Mary, daljnja nećakinja postala je Kraljica Rumunjske.
Usprkos obiteljskim relacijama, devet kraljeva nazočilo je Edwardovom pogrebu-europska politika bila je zasnovana na snazi velikih sila i njihovoj moći, te međusobnoj zaštiti. Cijelu situaciju zagrijalo je i stvaranje sustava saveza, koji su se počeli stvarati nakon nastanka i početka uspona novonastalog i ujedinjenog Njemačkog carstva 1871. godine.